# Lois Pereiro
Luis Ángel Sánchez Pereiro, mais conhecido como Lois Pereiro, (Monforte de Lemos, 16 de fevereiro de 1958 — Corunha, 24 de maio de 1996) foi um escritor e poeta galego. O Dia das Letras Galegas de 2011 foi dedicado a ele.

## Trajectória
Nasceu em Monforte de Lemos, de família procedente do Incio. Estudou no colégio dos Escolápios, e começou a escrever com 15 anos. Após rematar o instituto, marchou a Madrid, onde começou Ciências Políticas e Sociologia. Depois de uma estância em Monforte trabalhando na empresa familiar, dedicada ao vidro, regressou a Madrid para estudar língua inglesa, francesa e alemã. Ali fundou a revista Loia junto a Antón Patiño, Manuel Rivas e o seu irmão Xosé Manuel Pereiro.
Por volta de 1981 marchou a viver à Corunha, onde se une à revista la Naval. Já de volta, entrou em contacto com um grupo de poetas entre os que figuravam Xavier Seoane, Francisco Salinas Portugal ou Xulio Valcárcel, participando em várias antologias como De amor e desamor (1984) e De amor e desamor II (1985), e colaborando em revistas como La Naval, Trilateral", Anima+l" e Luzes de Galiza. Esta última publicaria em 1997 os oito capítulos do romance Náufragos do Paradiso.
Em 1983 e 1987 viajou junto com Fernando Saco por Europa. Trabalhou como tradutor do alemão, francês e inglês de dobragem de cinema e, sobretudo, de televisão tanto convencional (episódios de Dallas e Kung Fu) como porno.
Publicou dois poemarios em vida, Poemas 1981/1991 (1992) e Poesía última de amor e enfermidade (1995). Em 1996, ano da sua morte, saiu à luz Poemas para unha Loia, que recolhe obras da época madrilena, publicadas na  revista Loia, e que inclui o ensaio Modesta proposición para renunciar a facer xirar a roda hidráulica dunha cíclica historia universal da infamia, publicado no nº 27 de Luzes de Galiza.
Quanto às causas da morte de Pereiro, apesar de estar enfermo de SIDA, foram um cúmulo de doenças que remataram com uma falha do fígado. Oficialmente e segundo uma sentença da Audiência Provincial de Lugo, depois de um processo para que o Estado pagasse o enterro, o motivo de sua morte foi um envenenamento por azeite de colza desnaturado.

## Reconhecimento
Nos últimos anos, vinha-se reivindicando a dedicação do Dia das Letras Galegas a este poeta. No quadro dessa campanha situa-se uma reedição da sua obra poética traduzida para o castelhano, catalão e basco, junto com os textos originais em galego..
Finalmente, o 26 de Junho de 2010 a RAG publicou a sua decisão de dedicar-lhe o Dia das Letras Galegas de 2011. A Academia apreciou:
Em palavras do escritor e membro da RAG Manuel Rivas:

## Obra
- Poemas 1981/1991 (1992)
- Poesía última de amor e enfermidade (1995)
- Poemas para unha Loia (1997)
- Conversa ultramarina  (2010)
- Náufragos do Paraíso (2011)
- Antoloxía (2011)
- Modesta proposición e outros ensaios (2011
- Obra poética completa (2011)
- Obra completa (edición bilingue)  (2011)